# رومن داوتیان
رومن آبراهامی داوتیان (ارمنی: Ռոմեն Աբրահամի Դավթյան؛ زاده ۱۰ اکتبر ۱۹۳۷ - درگذشته ۷ مارس ۲۰۲۰) آهنگساز اهلا ارمنستان بود.

## زندگی‌نامه
وی در ۱۰ اکتبر ۱۹۳۷ در کیسلوفودسک به دنیا آمد و از دانشگاه پزشکی دولتی ایروان (۱۹۶۰) و کنسرواتوار دولتی کومیتاس ایروان (۱۹۶۶) فارغ‌التحصیل گشت. وی عضو اتحادیه آهنگسازان ارمنستان بود و در وزارت فرهنگ ارمنستان شوروی، وزارت فرهگ جمهوری ارمنستان و تالار آکادمی ملی اپرا و باله آلکساندر اسپنداریان فعالیت می‌کرد. وی همچنین برنده جوایزی همچون چهره هنری شایسته ارمنستان شوروی و مدال طلای وزارت فرهنگ جمهوری ارمنستان شد. وی در ۷ مارس ۲۰۲۰ در سن ۸۲ سالگی در ایروان درگذشت.